# Silver Creek (Missisipi)
Silver Creek – miasto w Stanach Zjednoczonych, w stanie Missisipi, w hrabstwie Lawrence.